# Geppert
Geppert is een Duits historisch merk van motorfietsen.
De bedrijfsnaam was: Maschinenbau Franz Geppert, Magdeburg.
Geppert begon in 1925 met de productie van goedkope motorfietsjes met 174cc-inbouwmotoren van DKW en Grade. Het moment was slecht gekozen: juist in dat jaar verdwenen door de grote concurrentie ruim 150 Duitse motorfietsmerkjes van de markt. Geppert hield het dan ook niet lang vol: al in 1926 werd de productie stilgelegd.